# 斯特芬·布洛赫维茨
斯特芬·布洛赫维茨（德語：Steffen Blochwitz，1967年9月8日—），德国男子自行车运动员。他曾代表东德参加1988年夏季奥林匹克运动会自行车比赛，获得男子团体追逐赛银牌。